# Duan Albanach
Le Duan Albanach (Chant des Scots) est un poème composé en vers gaéliques dont la copie la plus complète est annexée à la version irlandaise de l'Historia Brittonum de Nennius. Le texte a vraisemblablement été composé à la fin du XIe siècle.

## le Manuscrit
William Forbes Skene dans son ouvrage Chronicles Of The Picts, Chronicles Of The Scots, And Other Early Memorials Of Scottish History édité à Édimbourg en 1867 a publié, traduit et annoté un manuscrit de 1070 dit « R. I. A. Dubl. M'Firbis ».

## le Texte
Le poème réparti sur 8 pages est composé de 27 strophes de 4 vers chacune. Il détaille le nom des rois d'Alba (Écosse) sans toutefois indiquer systématiquement leur parenté mais avec la durée de chaque règne.
Après une première strophe d'introduction qui s'apparente à un envoi, il se répartit entre:
- les strophes 2 à 7 qui résument l'histoire mythique de l'établissement des Scots à partir des deux frères; Albanus et de Briutus fils d'Isacon.

- Les strophes 8 à 19 qui détaillent les rois de Dalriada depuis les trois fils de Erc ; Loarn Fergus et Oengus (fondateur du Cenél nÓenguso), jusqu'à Eòganán

- Les strophes 20 à 26 qui énumèrent les rois d'Alba de Cionaoith jusqu'à Maolcoluim. Le poème devait être récité à la cour de ce roi mort en 1093 dans le mesure où son règne est le dernier évoqué.

Bien que la strophe 27 de conclusion mentionne que « 52 souverains de la race de Erc régnèrent sur Alba », le texte n'en évoque que 48 en comptant les trois fils d'Erc. Il semble que des vers soient perdus car plusieurs rois attestés par ailleurs par les Synchronismes de Flann Mainistreach ou dans les Annales d'Ulster ou les Annales de Tigernach n'y sont pas mentionnés dont Selbach mac Ferchaird, Fergus mac Echdach, etc.

## Sources
- (en) Majorie O. Anderson Kings and Kingship in Early Scotland 3e réédition par John Donald Birlinn Ltd, Edinburgh (2011)  (ISBN 9781906566302)
- (en) William Forbes Skene Chronicles Of The Picts,Chronicles Of The Scots, And Other Early Memorials Of Scottish History. H.M General Register House Edinburgh (1867) Reprint par Kessinger Publishings's (2007)  (ISBN 1432551051), préface p.  XXXVI à XXXVIII & p. 57-64.